# Neobisium phitosi
Neobisium phitosi är en spindeldjursart som beskrevs av Volker Mahnert 1973. Neobisium phitosi ingår i släktet Neobisium och familjen helplåtklokrypare. Inga underarter finns listade i Catalogue of Life.